# Scaura
Scaura — род безжальных пчёл из трибы Meliponini семейства Apidae. Не используют жало при защите. Хотя жало у них сохранилось, но в сильно редуцированном виде.  

## Распространение
Встречаются в Центральной и Южной Америке: неотропический регион от Мексики до Бразилии.

## Классификация
Известно 5 видов. Первоначально таксон был описан в качестве подрода в составе рода Trigona.
- Scaura argyrea (Cockerell, 1912)
- Scaura atlantica Melo, 2004
- Scaura latitarsis (Friese, 1900) typus
- Scaura longula (Lepeletier, 1836)
- Scaura tenuis (Ducke, 1916)